# Ruta Estatal de Alabama 17
La Ruta Estatal de Alabama 17, y abreviada SR 17 (en inglés: Alabama State Route 17) es una carretera estatal estadounidense ubicada en el estado de Alabama, cruza los condados de Mobile, Washington, Choctaw, Sumter, Pickens, Lamar, Marion, Franklin, Colbert y Lauderdale. La carretera inicia en el Sur desde la US 98     en Mobile sigue en sentido Norte hasta finalizar en la TN 13  en la línea estatal cerca de Zip City, Alabama, tiene una longitud de 547,2 km (340 mi).

## Mantenimiento
Al igual que las autopistas interestatales, y las rutas federales y el resto de carreteras estatales, la Ruta Estatal de Alabama 17 es administrada y mantenida por el Departamento de Transporte de Alabama por sus siglas en inglés ALDOT.

## Cruces
La Ruta Estatal de Alabama 17 es atravesada principalmente por los siguientes cruces:
- US 43     en Mobile
- I 65     en Mobile
- US 84     en Silas
- US 80     cerca de York
- US 11     en York
- I-20/I-59 en York
- US 82     en Reform
- US 278     en Sulligent
- I-22/US 59 en Hamilton
- US 43/US 278 en Hamilton
- US 72     en Florence